# Großebersdorf
Großebersdorf is een gemeente in de Oostenrijkse deelstaat Neder-Oostenrijk, gelegen in het district Mistelbach (MI). De gemeente heeft ongeveer 2200 inwoners.

## Geografie
Großebersdorf heeft een oppervlakte van 18,02 km². Het ligt in het noordoosten van het land, ten noorden van de hoofdstad Wenen en ten zuiden van de grens met Tsjechië.
De Marktgemeinde omvat de volgende deelgemeenten en/of dorpen (met inwonersaantal van 1 januari 2017):
- Eibesbrunn (244)
- Großebersdorf (1.127)
- Manhartsbrunn (426)
- Putzing (473)

Altlichtenwarth · Asparn an der Zaya · Bernhardsthal · Bockfließ · Drasenhofen · Falkenstein · Fallbach · Gaubitsch · Gaweinstal · Gnadendorf · Großebersdorf · Großengersdorf · Großharras · Großkrut · Hausbrunn · Herrnbaumgarten · Hochleithen · Kreuttal · Kreuzstetten · Laa an der Thaya · Ladendorf · Mistelbach an der Zaya · Neudorf im Weinviertel · Niederleis · Ottenthal · Pillichsdorf · Poysdorf · Rabensburg · Schrattenberg · Staatz · Stronsdorf · Ulrichskirchen-Schleinbach · Unterstinkenbrunn · Wildendürnbach · Wilfersdorf · Wolkersdorf im Weinviertel
- Gemeinsame Normdatei: 4476299-9
- MusicBrainz: 781da7df-9f23-459b-9cad-c789c445158d
- Virtual International Authority File: 241854738